# 盤古樂團
盤古樂團（英語：Punkgod）是一支来自中国大陆江西省的龐克樂團，1996年由主唱敖博，貝斯手淩淩，鼓手陳斌成立於江西南昌，音樂風格是龐克搖滾。目前主要創作者為主唱敖博與吉他手。英文團名「Punkgod」是「盤古」的音譯，意為「龐克之神」。
盤古音樂的內容以“中國各民族反抗共產國際侵略”（包括其家鄉江西在內）為主，涉及人權、自由與革命。其意识形态与中华人民共和国官方立场相左因而遭到中国大陆政府封禁。截至2018年，樂團共發行了60余張專輯與小樣。
樂團成員同時也是政治活動家，不滿中华人民共和国政府的統治，主張江西以“贛國”的稱號獨立，同時支持香港、台灣等地的獨立自決運動。

## 成員
| 職位 | 姓名 | 介紹         |
| ---- | ---- | ------------ |
| 主唱 | 敖博 |              |
| 貝斯 | 淩淩 | 本名：段信軍 |
| 鼓手 | 陳斌 | 滯留中國大陸 |

## 樂團歷史

### 1996-2004
1996年，盤古成立於中华人民共和国江西省南昌市的菜園中，次年在昆明音樂節走紅。1998年後，開始巡迴中國大陆各大pub走唱。在演唱時主張人權、自由與革命。

### 2004至今
2004年，為了到台灣參加「正義無敵－台灣魂SAY YES TO TAIWAN」二二八紀念演唱會，主唱敖博及貝斯手淩淩兩人在閃靈樂團的林昶佐等人協助之下，先以旅遊名義赴泰國，再輾轉到台灣。鼓手陳斌因盤古樂隊在演唱會時高喊台灣獨立，而無法返回中国大陆。《苹果日报》称中国大陆方面以「軍火販」名義要求泰國協尋敖博和段信軍，但兩人尋求國際政治庇護，在國際人權團體的協助下從泰國逃亡到瑞典，並獲該國的政治庇護。2005年，兩人獲得瑞典的永久居留權（实际上所有成员仍然为中华人民共和国国籍，未更改瑞典国籍）。兩人受訪時表示為了台灣獨立而移居，無怨無悔。
2008年，貝斯手段信軍在瑞典觀看神韻巡迴藝術團在斯德哥爾摩的演出後，譴責中华人民共和国阻擋神韻在西方的演出的行為，表示「美國神韻藝術團是一家在美國註冊的藝術團體，中國憑什麼阻擋它在瑞典在西方的演出，這是毫無道理的事情，是踐踏人權價值的。我是搞反叛音節的，對我來說我就是要反叛，憑什麼要我聽中國政府的這種謊言和指揮，並且我反映的是我的良心，我本能的東西。」

#### 支持江西独立
2017年初，在中国大陆当局爆出的封殺其他地區藝人黑名單中，盤古樂隊被歸類為中國樂團，對此主唱敖博表示「盤古不是中國樂隊，祖國是贛國不是支那（China），不要搞錯了！」並寫歌《干你死啦》回應，歌詞包含「盘古乐队不是中国乐队 盘古乐队是赣国乐队 盘古乐队的祖国不是支那 盘古乐队的祖国是“赣国” komeseland 赣尼士兰」。

## 專輯列表
從1995年8月1日至今，盤古共發行專輯60余張。
1995
- 1995 - 《孤風》【盤古之前的盤古專輯（遺失）】

1996
- 1996 - 《怎麼辦》
- 1996 - 《舊石器時代》
- 1996 - 《拳打腳踢》
- 1996 - 《咬滾》

1999
- 1999 - 《盤古完全不挿電現場1999》

2000
- 2000 - 《盤古南昌時期小様集》 【LIVE】
- 2000 - 《南昌早期地下現場》【LIVE】
- 2000 - 《杭州現場》【LIVE】
- 2000 - 《盤古廣州現場》【LIVE】
- 2000 - 《死的人不夠多》【盤古先死為快——系列之1】
- 2000 - 《地下戰場》 【現場唱片】

2001
- 2001 - 《盤古是檢驗真理的唯一標準》 【B面專輯】
- 2001 - 《全民皆病》【DEMO】
- 2001 - 《要命的音樂》【DEMO】
- 2001 - 《欲火中燒》

2002
- 2002 - 《趕在他沒死之前》【盤古先死為快——系列之2】
- 2002 - 《南昌市的羅漢是殺不完的》【盤古先死為快——系列之3】
- 2002 - 《盤古昆明演出現場》【LIVE】

2004
- 2004 - 《南昌才是首都》

2005
- 2005 - 《不同的聲音》
- 2005 - 《盤古暴民選集第一卷》

2006
- 2006 - 《一九八三》
- 2006 - 《白軍》
- 2006 - 《盤古暴民選集第二卷》
- 2006 - 《民謠硬核》
- 2006 - 《殺殺殺》

2007
- 2007 - 《盤古獨立》[6]
- 2007 - 《盤古PUNK研究所地下噪音怒潮1997》
- 2007 - 《盤古暴民選集第三卷》

2008
- 2008 - 《新石器時代》
- 2008 - 《要杀的人太多》
- 2008 - 《共匪》
- 2008 - 《獨立戰爭》
- 2008 - 《我們的奮鬥》
- 2008 - 《少年》
- 2008 - 《盤古2008台湾国巡演民謡小現場記録精選》【LIVE】

2009
- 2009 - 《野豬林》
- 2009 - 《盤古荷塘月色精選集》
- 2009 - 《拾捌》【盤古精選搖滾單曲18首】
- 2009 - 《盤古暴民選集第四卷》
- 2009 - 《金盘路》

2010
- 2010 - 《為人民報仇》[7]
- 2010 - 《广州》
- 2010 - 《六四》
- 2010 - 《為窮人搖滾》
- 2010 - 《亂黨》

2011
- 2011 - 《確保相互摧毀》
- 2011 - 《最后一代人》
- 2011 - 《中华人民共和国之墓》
- 2011 - 《反道》
- 2011 - 《莫洛托夫雞尾酒》
- 2011 - 《拳打腳踢》

### 2012
- 2012 - 《ipunk》
- 2012 - 《盤古暴民選集第五卷》

### 2013
- 2013 - 《殺人的祖宗》 【無敵殺心三部曲之3】
- 2013 - 《恨國者》
- 2013 - 《噪音殺死害蟲》【混音紀念專輯】
- 2013 - 《天蛇》【曲線滅國三部曲之一】
- 2013 - 《譚嗣同》【曲線滅國三部曲之二】

### 2014
- 2014 - 《廬山》【曲線滅國三部曲之三】
- 2014 - 《習近平，這個恐怖分子！ 》

### 2015
- 2015 - 《舉火燒天》
- 2015 - 《仇恨的誕生》
- 2015 - 《這個前國民黨小老婆生的》
- 2015 - 《強暴強暴者》

### 2016
- 2016 - 《斬盡殺絕》
- 2016 - 《我們熱愛核平》
- 2016 - 《搖滾絞肉機》
- 2016 - 《朋克二十四史》

### 2017
- 2017 - 《暴民萬歲》
- 2017 - 《張獻忠民主》

### 2018
- 2018 - 《盤古暴民選集第六卷》
- 2018 - 《殺富濟貧》

### 2020
- 2020 - 艾未未《曱甴 Cockroach》（配乐）
- 2020 - 艾未未《加冕 Coronation》（配乐）

## 外部連結
- 盘古乐队YouTube
- 混沌者工作室YouTube
- 盘古武装部X
- 盤古樂團 （页面存档备份，存于）
- 盤古twitter （页面存档备份，存于）
- 盤古樂團tumblr
- 盘古音樂試聽 （页面存档备份，存于）
- 盘古暴民论坛
- 盘古暴民博客 （页面存档备份，存于）
- 盘古暴民革命军论坛